# Super Smash Bros. voor 3DS en Wii U
Super Smash Bros. voor 3DS en Wii U (Japans: 大乱闘スマッシュブラザーズ for Nintendo 3DS / Wii U) (ook wel Super Smash Bros. 4 genoemd) zijn de spellen in het vierde deel in de serie vechtspellen Super Smash Bros. van Nintendo dat in 2014 op de markt kwam. Het spel is ontwikkeld voor de spelcomputers Nintendo 3DS en Wii U.

## Gameplay
Zoals bij vorige spellen uit de serie is Super Smash Bros. een competitief vechtspel waarin tot acht personages uit verschillende Nintendo-spellen tegen elkaar vechten. Spelers gebruiken verschillende soorten aanvallen om hun tegenstander schade toe te brengen, waarbij ze hun tegenstanders schade percentage verhogen wat het makkelijker maakt hen uit het speelveld te slaan. Smashballen, eerder geïntroduceerd in Super Smash Bros. Brawl, keren terug. Spelers die hem in handen weten te krijgen kunnen hiermee extreem krachtige aanvallen uitvoeren. Het is ook bevestigd dat eerder geïntroduceerde trofeeën zullen terugkeren. Het spel krijgt HD graphics op de Wii U. Zowel de Wii U- als de 3DS-versie zullen hetzelfde aantal speelbare personages krijgen, maar exclusieve stadia bevatten. De Nintendo 3DS-versie zal meer stadia en trofeeën hebben gebaseerd op scenario's uit Nintendo's handheld spellen, terwijl de Wii U-versie meer stadia en trofeeën zal hebben ontworpen naar deze in van thuisconsole uitgaven.
Het is mogelijk om op de Wii U-versie een Nintendo 3DS als controller te gebruiken als beide spellen in bezit zijn. Als de speler slechts de Wii U-versie bezit, kan de app Smash-Controller aangeschaft worden in de Nintendo eShop.

## Personages
Super Smash Bros Wii U en 3DS bevatten beide dezelfde personages. Oude bekenden keren ook weer terug, zoals Mario, Link en Pikachu. Ook sommige personages die afwezig waren in het vorige deel keren terug, zoals Dr. Mario. Er zijn ook weer genoeg nieuwkomers in dit deel, zoals Bowser Jr., Dorpsbewoner uit de Animal Crossing-serie, Wii Fit Trainer en Duck Hunt Duo. 
Nintendo heeft echter niet alle personages uit Brawl erin gelaten, wat betekent dat de fan-favoriet Wolf uit Star Fox, de Ice Climbers, de Pokémon Trainer en het allereerste derde partij-personage ooit, Solid Snake van Konami de spelserie moesten verlaten.
Een aantal andere oudgedienden leken eerst niet in het spel te zitten, maar werden later toch toegevoegd via downloadbare content, te kopen vanuit de eShop. Zo kwamen Mewtwo en Roy terug uit Melee, Lucas uit Brawl en lieten ook enkele nieuwkomers eindelijk hun gezicht op het slagveld zien. Corrin uit Fire Emblem en de derde partij-personages Ryu (uit Street Fighter van Capcom), Cloud Strife (uit Final Fantasy van Square Enix) en Bayonetta (uit Bayonetta van Sega).
Naast de eerdergenoemde derde partij-personages zijn ook Mega Man van Capcom, Pac-Man van Bandai Namco en de populaire Sonic van Sega in dit spel vertegenwoordigd.

## Prijzen
- Het spel won in 2014 de prijs voor Beste Vechtspel van The Game Awards.